# Small Axe (Filmreihe)
Small Axe ist eine Filmreihe des britischen Regisseurs Steve McQueen aus dem Jahr 2020, die er für die BBC inszenierte. Sie besteht aus fünf Filmen unterschiedlicher Länge, die über die Lebenswelten karibischer Einwanderer in London zwischen 1969 und 1985 berichten. Der erste und längste Film Mangrove erzählt vom Kampf der schwarzen Bevölkerung gegen Polizeigewalt und -willkür in den 1960er-Jahren, während der kürzeste Teil Education das rassistische Schulsystem Englands thematisiert. Mit Ausnahme von Lovers Rock, der eine junge Frau beim heimlichen Besuch einer Party begleitet, basieren alle Teile auf historischen Ereignissen beziehungsweise realen Biografien. So stellen die weiteren Teile Alex Wheatle den gleichnamigen Autor und Red, White and Blue einen schwarzen Polizisten beim Metropolitan Police Service in den Mittelpunkt.
Die Filme wurden von Mitte November bis Dezember 2020 an fünf aufeinander folgenden Sonntagen vom britischen Fernsehsender BBC One ausgestrahlt und später in das Streamingangebot von Amazon Prime übernommen.

## Überblick
Regie führte der Brite Steve McQueen. Ein Jahr nach seinem Erfolg mit 12 Years a Slave bei der Oscarverleihung 2014 wurde bekannt, dass er eine sechsteilige Serie für die BBC plant.
Aus dieser Idee heraus entwickelte McQueen letztlich eine fünfteilige Filmreihe.
Die aus der Karibik stammenden Eltern des 1969 geborenen McQueen kamen nach dem Zweiten Weltkrieg auf Einladung nach Großbritannien. Der Regisseur verarbeitete in den Filmen Familiengeschichten dieser Art und seine eigenen Erinnerungen (z. B. seine eigene Leseschwäche als Kind). Jeder Film der Reihe beleuchtet so eine andere, wenig bekannte Geschichte über den „Black Pride“ zu unterschiedlichen Zeiten aus unterschiedlichen schwarzen Blickwinkeln. Sie zeigen auch die Helden der britischen Windrush-Generation, Angehörige der schwarzen Diaspora, die in ihren eigenen Dialekten sprechen und in ihrer Kultur schwelgen, und spielen von 1969 bis 1985.
| Premiere      | Titel               | Länge   | Regie         | Drehbuch                                                        |
| ------------- | ------------------- | ------- | ------------- | --------------------------------------------------------------- |
| 25. Sep. 2020 | Mangrove            | 127 min | Steve McQueen | Steve McQueen, Alastair Siddons (1,4,5), Courttia Newland (2,3) |
| 17. Sep. 2020 | Lovers Rock         | 70 min  | Steve McQueen | Steve McQueen, Alastair Siddons (1,4,5), Courttia Newland (2,3) |
| 3. Okt. 2020  | Red, White and Blue | 80 min  | Steve McQueen | Steve McQueen, Alastair Siddons (1,4,5), Courttia Newland (2,3) |
| 6. Dez. 2020  | Alex Wheatle        | 66 min  | Steve McQueen | Steve McQueen, Alastair Siddons (1,4,5), Courttia Newland (2,3) |
| 13. Dez. 2020 | Education           | 63 min  | Steve McQueen | Steve McQueen, Alastair Siddons (1,4,5), Courttia Newland (2,3) |

Der Titel der Filmreihe nimmt Bezug auf ein jamaikanisches Sprichwort und dessen Verwendung im Song Small Axe von Bob Marley, in dem es heißt: If you are the big, big tree, Let me tell you that: we are the small axe, Ready to cut you down. Dies bringt zum Ausdruck, dass relativ marginale oder kleine Gegenstimmen mächtigere erfolgreich herausfordern können.

Der Helm, der im Schriftzug zur Reihe zu finden ist, schmückt seit 1967 das Logo des britischen Reggae-Labels Trojan Records

In dem Schriftzug beziehungsweise Logo, das Steve McQueen für die Reihe entwerfen ließ, ist zwischen den beiden Wörter ein Trojanerhelm platziert. Es handelt sich dabei um den Helm, der seit 1967 das Logo des britischen Reggae-Labels Trojan Records schmückt. Das Label war wegbereitend für den weltweiten Siegeszug der Reggae-Musik. Bei Trojan Records erschien 1971 die erste Version des Songs Small Axe von Marley. Der Titel verweise auch auf die „small acts“, die kleinen Taten, die, beständig wiederholt, von innen und von außen das rassistische britische System zu Fall bringen sollen, so Jan Kedves von Zeit Online in seiner Lesart des Titels.
Die Premiere der ersten beiden Teile Mangrove und Lovers Rock war ursprünglich im Mai 2020 bei den 73. Internationalen Filmfestspiele von Cannes geplant, die aber aufgrund der COVID-19-Pandemie abgesagt werden mussten. Beide Teile widmete Regisseur McQueen dem Afroamerikaner George Floyd, der im selben Monat durch eine gewaltsame Festnahme getötet wurde. Die fünf Filme wurden von Mitte November bis Dezember 2020 an fünf aufeinander folgenden Sonntagen (15. November bis 13. Dezember) von BBC One ausgestrahlt und später in das Streamingangebot von Amazon Prime übernommen. Der größeren Verbreitung wegen hatte sich McQueen für den britischen Fernsehsender entschieden. „Der Grund, warum ich es auf der BBC haben wollte, war, dass ich wollte, dass meine Mutter es sieht. Das habe ich vom ersten Tag an immer gesagt [...] Dies sind nationale Geschichten, deshalb wollte ich, dass diese Geschichten durch den Blutkreislauf des Landes gehen“, so McQueen.
Ab dem 25. März 2022 war Mangrove auf dem BBC-Player im Channel-Angebot von Amazon Prime mit deutscher Synchronisation verfügbar. Die anderen vier Teile Lovers Rock, Red, White and Blue, Alex Wheatle und Education wurden danach wöchentlich hinzugefügt. Am 4. Juni 2022 wurden alle Teile als Kaufdownload zur Verfügung gestellt, gefolgt von einer Veröffentlichung der gesamten Reihe auf DVD inklusive umfangreichen Bonusmaterial am 24. Juni 2022. Die Erstausstrahlung aller fünf Filme im deutschen Free-TV erfolgte am 18. März 2023 bei One.

## Hintergrund und Handlung

### Mangrove
Die für den Auftaktfilm Mangrove titelgebenden Mangrove Nine waren eine Gruppe britischer schwarzer Aktivisten, die 1970 wegen Aufruhrs angeklagt wurden. Ihr Prozess dauerte 55 Tage. Sie alle wurden von den schwerwiegendsten Anklagen freigesprochen. Während des Prozesses wurde erstmals im Vereinigten Königreich eine rassistisch motivierte Verhaltensweise durch die Metropolitan Police nachgewiesen. Das „Mangrove“, nach dem die Neun benannt wurden, war ein Restaurant und wichtiger Treffpunkt für die schwarze Gemeinde in der Gegend von Notting Hill, auch für schwarze Intellektuelle und Aktivisten.
Im Film hat der in Trinidad geborene Frank Crichlow gerade im Londoner Stadtteil Notting Hill ein Restaurant eröffnet. Ein rassistischer Police Officer hat ein Problem mit Schwarzen und unterstellt Frank, das „Mangrove“ sei ein Treffpunkt für Kriminelle und Prostituierte. Daher beschließt er, Crichlow zu brechen. In den folgenden Wochen kommen Pulley und seine Kollegen immer wieder im Rahmen von unangekündigten Polizeirazzien in das Mangrove, greifen Gäste und Mitarbeiter an, rufen rassistische Beleidigungen und verursachen jedes Mal erheblichen Schaden.

### Lovers Rock
Lovers Rock spielt in einer einzigen Nacht im Jahr 1980, die Geschichte ist fiktiv und unter den Filmen der Reihe Small Axe, der einzige, der sich nicht mit einem historischen Ereignis befasst. Der Titel des Films nimmt auf den Lovers Rock Bezug, eine Stilrichtung des Reggae, die sich ab Mitte der 1970er Jahre von Großbritannien ausgehend entwickelte. Für McQueen ist Lovers Rock nach eigenen Aussagen das Musical, das er schon immer machen wollte. Die dem Film zugrunde liegende Geschichte ist von McQueens Tante Molly als junge Frau inspiriert, die damals nicht zu solchen Partys gehen durfte, doch hatte sein Onkel für sie die Hintertür offen gelassen, damit sie sich heimlich aus dem Haus schleichen konnte. Die im Abspann genannte Widmung lautet „for all lovers and rockers“.
Im Film schleicht sich eines Samstagabends die junge Martha (dargestellt von Amarah-Jae St. Aubyn) heimlich aus ihrem Elternhaus in Ealing. Sie trifft sich mit ihrer Freundin Patty, und gemeinsam fahren die beiden Teenager mit einem Doppeldeckerbus nach Notting Hill. Ihr Ziel ist das Haus von Cynthia, die zu ihrem 17. Geburtstag eine Party veranstaltet. Eine DJ-Gruppe namens Mercury Sound um den DJ Parker B herum hat große Lautsprecher und alles andere aufgestellt, um mit Musik für die richtige Stimmung zu sorgen. Nach und nach lockt Parker B die Gäste auf die Tanzfläche.

### Red, White and Blue
In Red, White and Blue spielt John Boyega den echten Polizisten Leroy Logan. Dieser war für die London Metropolitan Police tätig und wollte die Einheit von innen heraus ändern, nachdem er gesehen hatte, wie sein Vater von zwei Polizisten angegriffen wurde. Logan wurde 2001 von der Königin für seine Rolle bei der Entwicklung antirassistischer Richtlinien für die Polizeiarbeit zum MBE ernannt. Nach 30-jähriger Tätigkeit trat er 2013 als Superintendent in den Ruhestand. Logans Geschichte spiegelt auch die Entscheidung von McQueens Bruders wider, der als Idealist mit der Vorstellung, etwas verändern zu können, nach seinem Universitätsabschluss zur Metropolitan Police ging, den Polizeidienst jedoch zwei Jahre später wieder quittierte.
Der Schauspieler John Boyega, der die Rolle von Leroy Logan übernahm, war zur Zeit des Filmdrehs selbst zur wichtigen Figur der antirassistischen Protestbewegung geworden. Seine emotionale Rede im Rahmen der Londoner Black-Lives-Matter-Demo im Juni 2020 fand große Beachtung.
Im Film lässt man Logan nach einem sechswöchigen Trainingslehrgang an der Academy, wo er der einzige schwarze Anwärter ist, im späteren Einsatz seine Außenseiterrolle und den institutionellen Rassismus spüren.

### Alex Wheatle
Fünf Jahre vor der Veröffentlichung des Films Alex Wheatle hatten sich McQueen und sein Schreibteam mit Alex Wheatle verabredet. Die Eltern des in London geborenen Wheatle stammen aus Jamaika. Als Erwachsener hatte er mit dem Schreiben begonnen. Erst schrieb er über das alltägliche Leben in Brixton, so in seinem ersten Roman Brixton Rock aus dem Jahr 1999, in dem er die Geschichte eines 16-jährigen Jungen gemischter Abstammung in den 1980er Jahren erzählt, der in Brixton lebt. Weitere Romane, die der Jugendliteratur zugerechnet werden, folgten. Im Jahr 2008 wurde er für seine Verdienste um die Literatur Order of the British Empire ausgezeichnet. Er starb im März 2025 an den Folgen einer Prostatakrebs-Erkrankung.
Der Film zeigt Alex Wheatle (dargestellt von Sheyi Cole beziehungsweise Asad-Shareef Muhammad), wie er seine Kindheit in einem überwiegend weißen Pflegeheim verbringt. Später entdeckt er in Brixton seine Leidenschaft für Musik. Doch Brixton ist ein Pulverfass, und nach den drei Tage dauernden Unruhen im April 1981 wird er ins Gefängnis geworfen. Dieser Ort eröffnet Alex jedoch ungeahnte Möglichkeiten. Der junge Mann entdeckt seine Liebe zur Literatur und eignet sich, von dem Mitgefangenen Simeon dazu angehalten, seinen Horizont zu erweitern, eine gewisse Bildung an.

### Education
Die BBC sagt über Education, der Film enthülle „die schändliche Geschichte der Bildungssegregationspolitik des Haringey Council im Jahr 1971“. Im Verlauf des Films wird deutlich, dass „speziell“ im Schulwesen ein Codewort für Segregation ist, die eine Folge von IQ-Tests im Kindesalter war, nach denen damals im Londoner Stadtteil Haringey Kinder mit Migrationshintergrund als „pädagogisch nicht normal“ eingestuft wurden.
Im Film spielt Kenyah Sandy den 12-jährigen Kingsley, der vom Schulleiter als seinen Klassenkameraden gegenüber unterlegen eingestuft wird. Er empfiehlt Kingsleys Eltern, ihn auf eine „spezielle“ Schule für Menschen mit „besonderen Bedürfnissen“ zu schicken. Mithilfe einer Vertreterin des Black Education Movement erkennt die Mutter bald, dass das britische Schulsystem Kinder aus afrokaribischen Familien systematisch unterschätzt und ihnen so die Chancen auf höhere Bildung verbaut. Einen Einspruch gegen die Umschulung muss man per Post an die Bildungsministerin Margaret Thatcher einreichen.

## Shooting und Drehorte
Als Kameramann fungierte bei allen fünf Filmen der Reihe Shabier Kirchner. Er hatte zwar nur wenige Erfahrungen vorzuweisen und zeichnete lediglich bei Only You, Skate Kitchen und Bull in dieser Funktion verantwortlich, doch McQueen vertraute auf die Intuition des Autodidakten. Der auf Antigua geborene Kirchner gab nach eigenen Aussagen sein Bestes, um seiner westindischen Kultur gerecht zu werden.
McQueen und Kirchner näherten sich jedem Film auf unterschiedliche Art und Weise und drehten sie alle auch in unterschiedlichen Formaten. Für Mangrove verwendeten sie 35-mm-Filmmaterial, was dem Film etwas Körniges verlieh. Lovers Rock wurde digital auf einer Alexa Mini gedreht. Bei Lovers Rock befand sich die Kamera in einer an Kirchners Rücken befestigten Aufhängung über seinem Kopf, was ihm im Beinbereich Bewegungsfreiheit während der Partyszenen am Filmset ermöglichte, aber auch den Schauspielern ermöglichte, sich frei im Raum bewegen zu können. Red, White and Blue wurde in Dreifachaufnahmen auf 35-mm gedreht, da es hier wichtig war, das Gesicht des Hauptdarstellers John Boyega in Szene zu setzen. Education wiederum wurde wie die alten BBC-Filme der 1970er Jahre auf 16-mm gedreht.
Die Dreharbeiten fanden überwiegend in London statt, darunter in Brixton, West Ealing, Kilburn und Deptford. Die Hauptdreharbeiten begannen im Juni 2019. Für Mangrove ging man in den Norden Londons, wo man in Kilburn die Straßen des Londoner Stadtteils Notting Hill nachgebaut hatte, wo im Film der Protestmarsch stattfindet, und den Filmset den 1960er Jahren angepasst. Aufnahmen für andere Filme entstanden in der englischen Stadt Wolverhampton im Metropolitan County West Midlands, so für Red, White and Blue, wobei man in der Goldthorn Avenue stellvertretend die Szenen für Leroy Logan Einsatzgebiet Hornsey drehte. Dem Police Training College in Hendon in Red, White and Blue diente der Shire Hall Campus der University of Wolverhampton in Stafford als Kulisse. Auch die Aufnahmen für Education entstanden in Wolverhampton.

## Filmmusik und Soundtracks
Die Filmmusik komponierte Mica Levi. Ihre basslastige Musik kommt in erster Linie sparsam verwendet in Mangrove zum Einsatz, aber auch in Red, White and Blue und Lovers Rock. Die britische Musikerin und Komponistin hatte als junge Erwachsene in London als DJ begonnen und arbeitet unter dem Künstlernamen Micachu. Auch eines ihrer Mixtapes erfreute sich in der dortigen Club-Szene schnell großer Beliebtheit.
Ed Bailie fungierte als Music Supervisor des Films, der den Musiker Dennis Bovell mit ins Boot holte. Der in Barbados geborener Gitarrist, Bassist und Plattenproduzent Bovell war Mitglied der britischen Reggae-Band Matumbi und veröffentlichte vor allem Dub-Reggae-Aufzeichnungen unter seinem eigenen Namen sowie unter seinem Pseudonym Blackbeard. Zudem ist Bovell für seine jahrzehntelange Zusammenarbeit mit Linton Kwesi Johnson bekannt.
Immer wieder erzählen Bailie und Bovell in der Small-Axe-Filmreihe von den musikalischen Erfolgsgeschichten einiger afrokaribischstämmiger Künstler. „Jeder Film hat seine eigene musikalische Identität“, so Bailie, auch wenn es Überschneidungen gebe. In Lovers Rock gehe es eher rockig zu, in Alex Wheatle wurde Roots-Reggae verwendet, und in Red, White and Blue war alles ein bisschen souliger, so Bailie. Die Musikauswahl blieb somit dem Thema und der Zeit in der die Filme jeweils spielen treu. Authentizität sei bei ihrer Arbeit enorm wichtig gewesen, so Bailie: „Wir wollten, dass die Zuschauer von Lovers Rock eine Nostalgie für die Bluespartys verspüren, an denen sie in ihrer Jugend teilgenommen hatten.“ Sie wollten die Kulisse in jedem Film mit interessanten, aber glaubwürdigen Musik-Picks untermalen, die gleichzeitig neue Fans begeistern, aber auch die Erinnerungen anderer wachrufen sollten.
In Lovers Rock findet Silly Games von Janet Kay eine zentrale Verwendung. Das Lied machte sie im Jahr 1979 zur ersten in Großbritannien geborenen schwarzen Frau, die die Spitze der britischen Charts erreichte. Bovell hat in der Silly-Szene einen Cameo-Auftritt.
In Red, White and Blue wird How Can You Mend a Broken Heart, eigentlich von den Bee Gees, hier von US-Sänger und Prediger Al Green gesungen, gespielt als Logan für sechs Wochen von seiner Frau und seiner Familie Abschied nehmen muss. Es verdeutlicht sein Gefühl, zwischen seiner Bestimmung und den Verpflichtungen gegenüber seinen Liebsten hin- und hergerissen zu sein. Im Abspann verwendet der Film Greens For The Good Times.
Ein Soundtrack-Album ist in Arbeit.

## Rezeption

### Kritiken
Jan Kedves von Zeit Online schreibt, Steve McQueen habe in die fünf Filme raffiniert wiederkehrende Motive eingewebt, auch wenn ihre Handlungen nicht unmittelbar aufeinander aufbauen. So kenne man die Sirene aus dem ersten Film Mangrove, in dem das Heulen eine Razzia ankündigt. In Lovers Rock dann feuere der DJ das Geräusch auf der Party als Soundeffekt ab. Die Kamera sei in allen fünf Filmen fantastisch, so Kedves weiter. Shabier Kirchner halte seine Einstellungen teils so lange und statisch, dass die Spannung kaum zu ertragen sei. In den dynamischeren Szenen, so neben der Party die  Demonstrationen und Prügeleien, sei die Kamera dann so dicht an den Protagonistinnen und Protagonisten und im Geschehen, dass man sich frage, wo da überhaupt noch Platz für eine Kamera war, so Kedves.
Kedves Redaktionskollegin Wenke Husman fasst in einer Kurzkritik Small Axe als „fünf filmische Gedichte voller Schönheit, Poesie und Musik“ zusammen. Sie störte sich am Begriff „Serie“ und stufte das Werk eher als eine „Anthologie“ ein. Auch Dominik Kamalzadeh (Der Standard) bezeichnete Small Axe als eine Anthologie. McQueen belasse es „nicht dabei, seine Figuren zu viktimisieren“. „Jeder der Filme stellt aus einer anderen Position heraus die Frage, wie man sich selbstständig aus der Misere befreien oder seine Bürgerrechte erringen kann. Im Beharren auf Eigeninitiative, auf der Notwendigkeit kollektiver Initiativen sind die Filme auf einer Linie mit der Politik von Black Lives Matter“, so Kamalzadeh, der auch „ein Wimmelbild voller Nuancen“ wahrnahm, nachdem er in McQueens früheren Werken „mitunter eine Neigung zu allzu vollmundigen Gesten“ festgestellt hatte.
Hannah Pilarczyk fasst Small Axe im Spiegel als einen der kulturellen Höhepunkte des von der COVID-Pandemie geprägten Jahres 2020 sowie als Miniserie und Filmreihe auf. Sie empfahl, die Filme unbedingt in der vorgegebenen Reihenfolge anzusehen. „Jede Episode funktioniert für sich allein, doch erst gemeinsam fangen sie an zu schillern und zu klingen: Figuren der Zeitgeschichte treten hervor und fügen sich gleichzeitig in das Porträt einer Community ein, wie es das Fernsehen in dieser Komplexität noch nicht geschaffen hat“, so Pilarczyk. Rückblickend erschienen ihr McQueens frühere Filme „wie nötige Vorübungen“ zur Small Axe-Reihe: „Alles ist da, die Beschäftigung mit der britischen Geschichte aus »Hunger«, die Charakterstudien aus »Shame«, die Rassismusanalyse aus »12 Years a Slave« und die Erzähleffizienz aus »Widows«, jetzt aber verbunden in einem einzigartigen Projekt.“ Auch würden laut Pilarczyk die fünf Filme der Reihe konstant Impulse aussenden, sich mit den unbekannten einzelnen Personen, der Musik oder den Büchern von z. B. Alex Wheatle zu beschäftigen.
Auf der Website Rotten Tomatoes hält Small Axe derzeit eine Bewertung von 97 Prozent. Die detaillierten Kritiker-Bewertungen für die einzelnen Filme sowie von der Konkurrenz-Plattform Metacritic im Vergleich:
| Film                | Rotten-Tomatoes-Bewertung                   | Metacritic-Bewertung     |
| ------------------- | ------------------------------------------- | ------------------------ |
| Mangrove            | 99 Prozent (113 Kritiken) (8,84/10 Punkten) | 90 Prozent (26 Kritiken) |
| Lovers Rock         | 98 Prozent (109 Kritiken) (8,83/10 Punkten) | 95 Prozent (27 Kritiken) |
| Red, White and Blue | 98 Prozent (85 Kritiken) (8,3/10 Punkten)   | 84 Prozent (18 Kritiken) |
| Alex Wheatle        | 97 Prozent (36 Kritiken) (7,38/10 Punkten)  | 77 Prozent (17 Kritiken) |
| Education           | 95 Prozent (39 Kritiken) (8,04/10 Punkten)  | 87 Prozent (15 Kritiken) |

### Auszeichnungen (Auswahl)
BAFTA Scotland Awards 2021
- Nominierung als Bester Fernsehschauspieler (Jack Lowden)[59]

British Academy of Film and Television Arts Awards 2021
- Nominierung für die Beste Regie – Fiction (Steve Mcqueen)
- Nominierung in der Kategorie Writer – Drama (Alastair Siddons und Steve McQueen)
- Nominierung als Bester Hauptdarsteller (John Boyega)
- Nominierung als Bester Hauptdarsteller(Shaun Parkes)
- Nominierung als Beste Hauptdarstellerin (Letitia Wright)
- Auszeichnung als Bester Nebendarsteller (Malachi Kirby)
- Nominierung als Bester Nebendarsteller (Michael Ward)
- Nominierung als Beste Mini-Serie (Steve McQueen, Tracey Scoffield, David Tanner, Michael Elliott und Anita Overland)
- Auszeichnung in der Kategorie Photography & Lighting - Fiction (Shabier Kirchner)
- Nominierung für den Besten Schnitt – Fiction (Chris Dickens und Steve Mcqueen)
- Auszeichnung für die Beste Ausstattung (Helen Scott)
- Nominierung in der Kategorie Sound – Fiction (Paul Cotterell, James Harrison und Ronald Bailey)
- Auszeichnung für die Besten Kostüme (Jacqueline Durran)
- Auszeichnung für das Beste Make-up und die besten Haare (Jojo Williams)
- Auszeichnung in der Kategorie Scripted Casting (Gary Davy)[60][61][62]

Critics’ Choice Television Awards 2021
- Auszeichnung als Bester Hauptdarsteller in einem Fernsehfilm oder einer Miniserie (John Boyega)
- Nominierung als Beste Miniserie[63]

Europäischer Filmpreis 2021
- Auszeichnung mit dem Preis für innovatives Storytelling (Steve McQueen)

Golden Globe Awards 2021
- Auszeichnung als Bester Nebendarsteller (John Boyega)[64]
- Nominierung als Beste Miniserie oder bester Fernsehfilm

Gotham Awards 2021
- Nominierung in der Kategorie Breakthrough Series – Long Format (over 40 minutes)[65]

Independent Spirit Awards 2021
- Nominierung als Best New Scripted Series[66]

London Critics’ Circle Film Awards 2021
- Auszeichnung für die Beste Regie (Steve McQueen, für alle Filme der Small-Axe-Reihe zusammen)
- Auszeichnung als Bester Nebendarsteller (Shaun Parkes in Mangrove)
- Nominierung als Bester Film (Lovers Rock)
- Nominierung als Bester britischer Darsteller (John Boyega in Red, White and Blue)[67][68]

Los Angeles Film Critics Association Awards 2020
- Auszeichnung als Bester Film (alle Filme der Small-Axe-Reihe zusammen)
- Auszeichnung für die Beste Kamera (Shabier Kirchner, für alle Filme der Small-Axe-Reihe)
- Runner-Up für die Beste Regie (Steve McQueen, für alle Filme der Small-Axe-Reihe)
- Runner-Up für die Beste Filmmusik (Mica Levi, für Lovers Rock)[69]

National Society of Film Critics Awards 2021
- First Runner-up für die Beste Regie (Steve McQuee)
- First Runner-up für die Beste Kamera (Shabier Kirchner für Lovers Rock)[70]

New York Film Critics Circle Awards 2020
- Auszeichnung für die Beste Kamera (Shabier Kirchner, für alle Filme der Small-Axe-Reihe)[71]

Peabody Awards 2021
- Nominierung in der Kategorie Entertainment[72]

Satellite Awards 2020
- Nominierung als Beste Miniserie
- Nominierung als Beste Darstellerin in einer Miniserie oder einem Fernsehfilm (Letitia Wright)
- Nominierung als Bester Darsteller in einer Miniserie oder einem Fernsehfilm (John Boyega)

Für weitere Nominierungen und Auszeichnungen der einzelnen Filme siehe auch:
- Mangrove #Auszeichnungen
- Lovers Rock #Auszeichnungen
- Red, White and Blue #Auszeichnungen